# Robert Underwood Johnson
Pour les articles homonymes, voir Robert Johnson (homonymie) et Johnson.
Robert Underwood Johnson (12 janvier 1853 – 14 octobre 1937) est un écrivain et diplomate américain. Né à Washington D.C., Underwood rejoint l'équipe du Century Magazine en 1873. Il est, avec John Muir, à l'origine de la création du Parc national de Yosemite, à la suite d'un intense travail de lobbying.
Entre 1920 et 1921, il est ambassadeur des États-Unis en Italie.

## Œuvres
- Battles and Leaders of the Civil War (1887-88)
- The Winter Hour and Other Poems (New York: The Century, 1892).
- Songs of Liberty and Other Poems (New York: The Century, 1897).
- Poems (New York: The Century, 1902).
- Saint Gaudens: An Ode (third edition, 1910)
- Saint Gaudens: An Ode (fourth edition, 1914)
- Poems of War and Peace (1916)
- Italian Rhapsody and Other Poems of Italy (1917)
- Collected Poems, 1881-1919 (New Haven: Yale University, 1920).
- Remembered Yesterdays (Boston: Little, Brown, 1923).
- Your Hall of Fame for Great Americans (New York: New York University, 1935).